# Championnat des Émirats arabes unis de football 2005-2006
Navigation
Saison précédente Saison suivante
La saison 2005-2006 du Championnat des Émirats arabes unis de football est la trente-deuxième édition du championnat national de première division aux Émirats arabes unis. Les douze meilleures équipes du pays sont regroupées au sein d'une poule unique où elles s'affrontent deux fois au cours de la saison, à domicile et à l'extérieur. À la fin du championnat, les deux derniers du classement sont relégués et remplacés par les deux meilleurs clubs de deuxième division.
C'est l'Al Ahly Dubaï qui remporte la compétition, après avoir battu lors de la finale pour le titre, le champion sortant, Al-Wahda Club, les deux équipes ayant terminé à égalité de points en tête du championnat. C'est le 4e titre de champion des Émirats arabes unis de l'histoire du club, le premier depuis 1980.

## Les clubs participants
| - Emirates Club - Al-Wahda Club - Al Sha'ab Sharjah - Al Ain Club - Al Ahly Dubaï - Emirates Club | - Bani Yas Club - Promu de D2 - Al Jazira Club - Al Nasr Dubaï - Al Shabab Dubaï - Al Wasl Dubaï - Dibba Al Hisn - Promu de D2 |

## Compétition
Le classement est établi sur le barème de points classique (victoire à 3 points, match nul à 1, défaite à 0).

### Classement
| Rang | Équipe            | Pts | J  | G  | N | P  | Bp | Bc | Diff |
| ---- | ----------------- | --- | -- | -- | - | -- | -- | -- | ---- |
| 1    | Al-Wahda Club (T) | 47  | 22 | 15 | 2 | 5  | 64 | 30 | +34  |
| 2    | Al Ahly Dubaï     | 47  | 22 | 14 | 5 | 3  | 44 | 24 | +20  |
| 3    | Al Jazira Club    | 45  | 22 | 14 | 3 | 5  | 43 | 35 | +8   |
| 4    | Al Ain Club (C)   | 41  | 22 | 13 | 2 | 7  | 42 | 23 | +19  |
| 5    | Al Nasr Dubaï     | 35  | 22 | 11 | 2 | 9  | 50 | 35 | +15  |
| 6    | Al Shabab Dubaï   | 34  | 22 | 10 | 4 | 8  | 40 | 39 | +1   |
| 7    | Sharjah SC        | 30  | 22 | 8  | 6 | 8  | 52 | 41 | +11  |
| 8    | Al Wasl Dubaï     | 29  | 22 | 9  | 2 | 11 | 33 | 32 | +1   |
| 9    | Al Sha'ab Sharjah | 25  | 22 | 6  | 7 | 9  | 30 | 39 | -9   |
| 10   | Emirates Club     | 18  | 22 | 4  | 6 | 12 | 21 | 48 | -27  |
| 11   | Bani Yas Club (P) | 13  | 22 | 3  | 4 | 15 | 24 | 56 | -32  |
| 12   | Dibba Al-Hisn (P) | 8   | 22 | 1  | 5 | 16 | 24 | 65 | -41  |

|  | Qualification pour la finale pour le titre                                                  |
|  | Qualification pour la Ligue des champions 2007                                              |
|  | Qualification pour la Coupe des clubs champions du golfe Persique 2006-2007                 |
|  | Relégation directe en deuxième division                                                     |
|  | (T) : Tenant du titre (C) : Vainqueur de la Coupe des Émirats arabes unis (P) : Promu de D2 |

### Matchs

#### Finale pour le titre
| Équipe 1      | Résultat | Équipe 2      |
| ------------- | -------- | ------------- |
| Al Ahly Dubaï | 4 - 1    | Al-Wahda Club |

## Bilan de la saison
| Championnat des Émirats arabes unis de football 2005-2006                        |                          |
| Champion                                                                         | Al Ahly Dubaï (4e titre) |
| Coupes et trophées                                                               |                          |
| Vainqueur de la Coupe des Émirats arabes unis 2005-2006                          | Al Ain Club              |
| Qualifications continentales                                                     |                          |
| Ligue des champions 2007                                                         | Al-Wahda Club            |
| Ligue des champions 2007                                                         | Al Ain Club              |
| Coupe des clubs champions du golfe Persique 2006-2007                            | Al Jazira Club           |
| Coupe des clubs champions du golfe Persique 2006-2007                            | Sharjah SC               |
| Promotions et relégations                                                        |                          |
| Promus en UAE Football League                                                    | Al Ahly Fujeira          |
| Promus en UAE Football League                                                    | Dubaï Club               |
| Relégués en Championnat des Émirats arabes unis de football de deuxième division | Bani Yas Club            |
| Relégués en Championnat des Émirats arabes unis de football de deuxième division | Dibba Al Hisn            |